# Igreja Matriz de Santa Maria Madalena
A Igreja Matriz de Santa Maria Madalena é a igreja matriz do município brasileiro de Santa Maria Madalena, no estado do Rio de Janeiro. Sua primeira missa ocorreu no dia 22 de julho de 1892, rezada pelo então Padre Olímpio de Castro.

## Características
A igreja conta com uma altura de 52 metros, seu galo no alto da torre mede 2,30 metros de braços e o galo tem um metro, além do para-raios. Edificada atrás antiga capela erguida pelo Padre Francisco Xavier Frouthé, a obra foi iniciada em 1880, em estilo neogótico, pelo mestre de construções José Vilinha, que comandou os escravos que trabalharam na construção. As pedras utilizadas na obra foram retiradas do morro onde ficava a estação de trem da cidade. 
Em 1968 houve uma grande reforma que modificou o revestimento externo e transformou o antigo forro de madeira em um teto de alvenaria, mas sem modificar o estilo. As laterais são decoradas com rosáceas e vitrais sempre em pares, ilustrando cenas da vida de Santa Maria Madalena.
A igreja possui uma torre no centro da fachada principal, e nela foi instalada um relógio fabricado em São Paulo. Todos os dias, às 12h e às 18h, um dispositivo automatizado toca a Ave Maria de Schubert.